# Монта Елис
Монта Елис (енгл. Monta Ellis; Џексон, Мисисипи, 26. октобар 1985) амерички је кошаркаш. Игра на позицији бека.

## Каријера
Похађао је средњу школу Ланијер и за четири године школовања остварио просек од 28,9 поена, 5,2 скокова, 4,9 асистенција и 3,1 украдене лопте по утакмици, уз шут из игре од 46%. Изабран је у 2. кругу (40. укупно) НБА драфта 2005. године од екипе Голден Стејт ворироси. Седам сезона је наступао за Вориорсе, а 2012. прелази у екипу Милвоки Баксе. После годину дана прелази у Далас Мавериксе. Средином 2015. године потписао је уговор са Индијана Пејсерсима.
Проглашен је за играча који је највише напредовао у сезони 2006/07.

## Успеси

### Појединачни
- Играч НБА који је највише напредовао (1): 2006/07.